# Plan wielkich robót
Plan wielkich robót / Plan wielkich prac (ros. План великих работ) – pierwszy radziecki dźwiękowy film dokumentalny w reżyserii Abrama Rooma z 1930 roku. Montażowy dokument będący zestawieniem zdjęć dokumentalnych i kronikalnych, które miały przedstawiać zmiany gospodarcze w ZSRR. Głównym powodem realizacji tego filmu przez Abrama Rooma była potrzeba wypróbowania sprawności technicznej dźwięku.